# Roland Jupiter-8

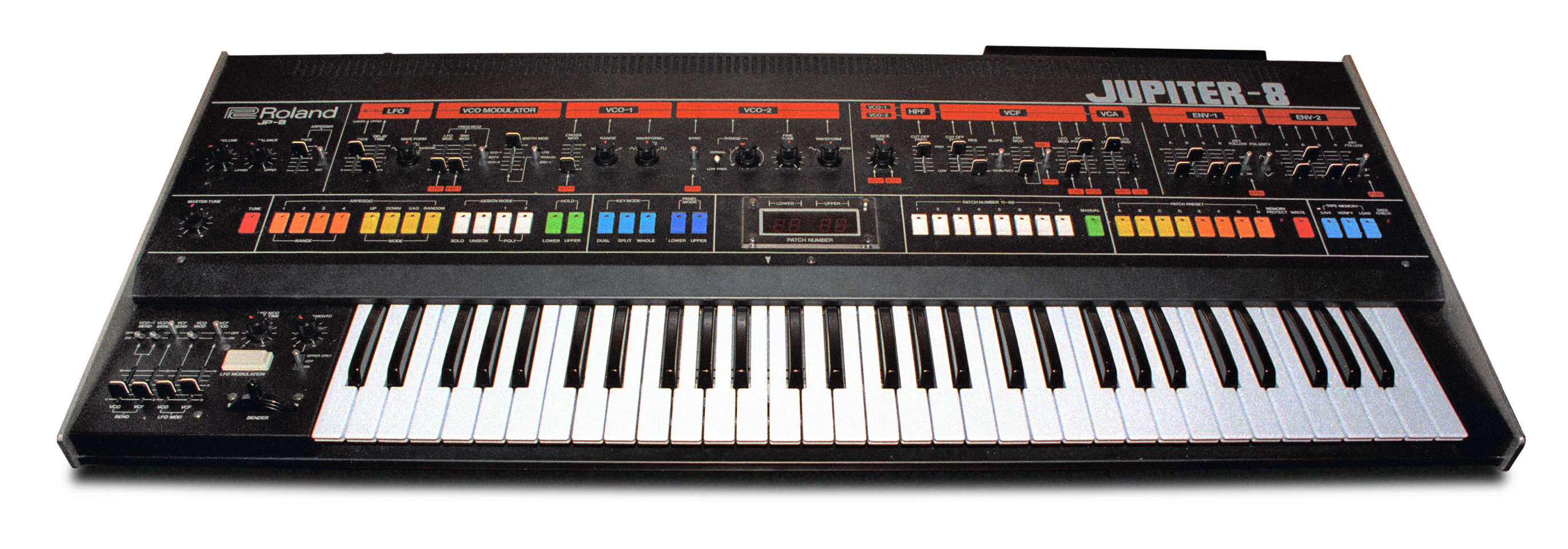
Roland Jupiter-8

Jupiter-8 або JP-8 — восьмиголосний поліфонічний аналоговий субтрактивний синтезатор, представлений корпорацією Roland на початку 1981 року.
Jupiter-8 був флагманським синтезатором Roland у першій половині 1980-х років. Було випущено приблизно 3300 одиниць. Попри те, що в ньому не вистачало майбутнього стандарту управління MIDI, пізніші серійні випуски Jupiter-8 містили власний інтерфейс Roland DCB. Інструмент мав багато передових функцій для свого часу, включаючи можливість розділити клавіатуру на дві зони з окремими патчами, активними для кожної зони. Через два роки після випуску Jupiter-8 компанія Roland випустила більш доступний синтезатор Jupiter-6 із вбудованим MIDI-контролем, але з дещо зменшеним набором функцій. У 2011 році, через три десятиліття після випуску оригінальної серії Jupiter, Roland випустив повністю цифрові синтезатори Jupiter-80 і Jupiter-50 як наступники оригіналів 1980-х років. У 2019 році їх змінили Юпітер-Х і Юпітер-Хм. Роз’єм Jupiter-8 був уже встановлений на синтезаторі Roland System-8 у 2017 році.

## Особливості та архітектура
Jupiter-8 — 8-голосний поліфонічний аналоговий синтезатор. Кожен голос має два дискретних VCO з крос-модуляцією та синхронізацією, широтно-імпульсною модуляцією, нерезонансним фільтром високих частот, резонансним фільтром низьких частот із 2-полюсним (12 дБ / октава) та 4-полюсним (24 дБ) / octave), LFO зі змінною формою хвилі та маршрутизацією та два генератори огинаючої (один інвертований).
Функції включають регульоване поліфонічне портаменто та функцію утримання для нескінченної тривалості нот і арпеджіо. Універсальний арпеджіатор можна синхронізувати із зовнішнім обладнанням за допомогою фірмового інтерфейсу Roland DCB, введення синхронізації через гнізда CV на задній панелі. Для керування висотою тону або частотою фільтра можна використовувати призначуваний бендер.
Jupiter-8 включає збалансовані стереовиходи XLR, а також незбалансовані виходи 1/4". На додаток до монофонічного та поліфонічного режимів, Jupiter-8 включає унікальний режим поліфонічного унісону, в якому всі 16 осциляторів можуть бути складені в одну ноту, але розділятися вниз, якщо натиснуто більше клавіш. Жоден інший поліфонічний синтезатор того часу не мав такої функції.
Центральний процесор Zilog Z80 використовувався для керування збереженням патчів, сканування клавіатури та елементів керування передньої панелі на наявність змін, відображення поточного номера патча та іншої інформації на дисплеї та функції автоналаштування, серед інших операцій.  VCF базувався на спеціальному Roland IR3109 IC (також використовувався в схемах фільтрів Jupiter-6, пізніше Jupiter-4 і Promars, MKS-80 rev 4, Juno-6 / Juno-60 / Juno-106, SH-101, MC-202, JX-3P і упаковані в чіп 80017a, який використовується в Juno-106 і MKS-30, серед інших). VCA був BA662, який також використовувався в Juno-6/60/106, JX-3P і TB-303. Конверти були згенеровані апаратно чіпом Roland IR3R01 (також у Juno 6/60) і набагато швидші (атака 1 мс), ніж програмні конверти, які використовувалися в пізніших моделях Jupiter-6, Juno-106 і MKS-80, «Супер Юпітер».

## Надійність
Є твердження, що ранні моделі мали нестабільну настройку, в основному через роздільну здатність плати ЦАП. Починаючи з серійного номера 171700, 12-розрядний ЦАП був оновлений до 14-розрядного ЦАП. Це збільшило роздільну здатність CV напруг, які керують аналоговою схемою. Впаяна батарея зазвичай служить десять років і більше, що робить ці плати одними з найменш обслуговуваних у своєму поколінні.

## Відомі користувачі
- ABBA[6]
- Деймон Алберн[6]
- BT[7]
- Джонатан Кейн з Journey, особливо відомий у пісні «Separate Ways»
- Вінс Кларк
- Duran Duran — "Hungry Like the Wolf", "Save A Prayer"

Кажуть, що «Rio» також містить Jupiter-8, але насправді це був Roland Jupiter-4 з його арпеджіатором у випадковому режимі.
- Марвін Гей — Jupiter 8 і TR-808 були основними інструментами для його альбому 1982 року Midnight Love.
- Майкл Джексон — трилер
- Nero[8]
- Говард Джонс[9]
- Джорджо Мородер[10]
- Orchestral Manoeuvres in the Dark — непотрібна культура[11]
- Queen — альбоми Hot Space, The Works і A Kind Of Magic
- Чаранджит Сінгх — Синтез: десять раг під диско-ритм
- Спаркс — клавішник Рон Мейл змінив розташування літер на передньому логотипі Roland, щоб читати «Рональд»[12][13].
- Tangerine Dream — Польща
- Tears for Fears
- Ultravox[14]

## Подальше читання
- Eighth Wonder. Music Technology. Т. 1, № 6. April 1987. с. 56. ISSN 0957-6606. OCLC 24835173.